# Kaffer szarvasvarjú
A kaffer szarvasvarjú (Bucorvus leadbeateri) a szarvascsőrűmadár-alakúak (Bucerotiformes) rendjébe és a szarvasvarjúfélék (Bucorvidae) családjába tartozó faj. Nagy termetű, fekete madár.

## Előfordulása
A faj az Egyenlítőtől délre eső szavannák, nyílt füves területek és erdők lakója. Kelet-Afrikában akár 3000 méteres tengerszint feletti magasságban is találkozhatunk vele, bár jobban kedveli a nedvesebb közeget.

## Alfaja
- Bucorvus leadbeateri cafer

## Megjelenése
A kifejlett kaffer szarvasvarjú csőre és tollazata – a csak repüléskor látszó fehér evezőtollak kivételével – fekete, lábai szürkék. A szem körül és a torokrészen a bőr csupasz és rikítóvörös, a toroklebeny a pulykáéhoz hasonlóan felfújható, rezonátorként funkcionál, illetve a hőleadást segíti. A fiatal egyedek tollazata barnás, arcbőrük szürkés.
Nagytestű madár, a hímek hossza 90-130 centiméter között mozog a nőstények kb. 75 cm, míg testtömege a hímek esetében 3,5-6,2, a tojóknál 2,25-4,6 kilogrammot is elérheti. A nemek alapvetően egyformák, bár a némileg kisebb termetű tojók toroklebenyén lilás foltok figyelhetőek meg. A felső csőrkáva hajlata által képzett hiátus a hímek esetében feltűnőbb.

## Életmódja
A kaffer szarvasvarjak rendkívül aktív madarak, folyamatosan mozgásban vannak. Ragadozók, amelyek életüket leginkább a talajon töltik, itt kutatnak zsákmány után. Kimért léptekkel, szinte lábujjhegyen haladnak előre, miközben az aljnövényzetet fürkészik ízeltlábúak és egyéb kisállatok (gyíkok, kígyók, rágcsálók stb.) után kutatva. A szarvasvarjú nappal aktív, az éjszakát a fák koronájában tölti.
Alapvetően társas madár, gyakran láthatóak közösen vadászó, 2-12 példányt számláló csapatai. A nagyobb zsákmányt több madár ejti el, és együtt is fogyasztják el. A csapatok akár 100 km²-t is elérő territóriumot tartanak fenn, amelyről repülve űzik el a betolakodókat. Hajnaltájt hangos kiáltásokkal figyelmeztetik fajtársaikat birtokuk elkerülésére.
A csapatokban mindössze egy költőpár van, hozzájuk segítők verődnek. Ezek zömmel kifejlett hímek, illetve ivaréretlen fiatalok mindkét nemből. A felnövekvő egyedek közül inkább a tojók szokták elhagyni csapatukat, hogy egy másikhoz verődjenek, vagy egy ideig egyedül boldoguljanak.

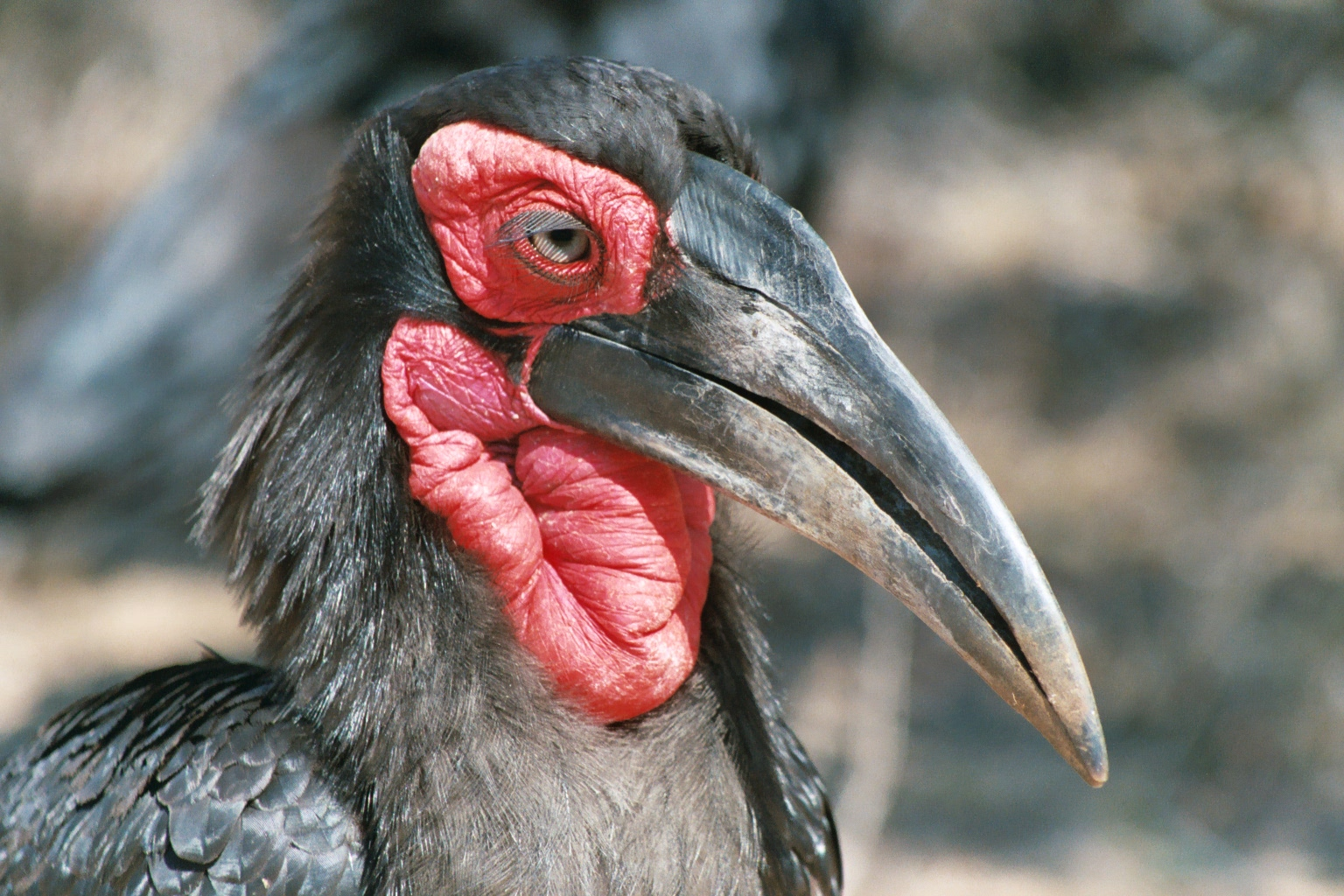
Ennek a hímnek a fején jól látható a hajlott, erős csőr és a vörös arc- és toroklebeny

## Szaporodása
A faj rövid udvarlást követően október és december között rakja le tojásait. A fészket a költőpár és a segítők közösen építik fel fűszálakból és falevelekből természetes mélyedésekbe, faüregekbe, sziklákra. A tojó általában két tojást rak, de csak egy fiókát nevel fel. Az első utód kikelése 3-5 nappal előzi meg testvéréét, aki négyszer nagyobb vetélytársával szemben alulmarad a táplálékért folytatott versengésben, és már az első héten elpusztul.
Az egész csapat részt vesz a fióka felnevelésében. Ez kikelésekor csupasz és rózsaszín, csak háromnapos korára feketedik meg. A kirepülésre kb. 86 nap folyamatos etetés után kerül sor, de a fiatal egyed még mintegy egy évig csapatával marad. A kaffer szarvasvarjú akár 40 évig is élhet.

## Védettsége
A Természetvédelmi Világszövetség értékelése szerint a hatalmas területen elterjedt fajt nem fenyegeti különösebb veszély, azonban egyes helyeken vészesen megritkult egyedszáma az emberi terjeszkedésnek köszönhetően. Mivel a szarvasvarjak reprodukciója igen lassú, a tudósok sok esetben begyűjtik a pusztulásra ítélt másodkelt fiókákat, hogy felnevelve visszatelepíthessék őket a vadonba.
Összehangolt tenyésztéssel próbálják meg megmenteni a fajt. Európában az Európai Állatkertek és Akváriumok Szövetsége felügyelete alá tartozó Európai Veszélyeztetett Fajok Programja (EEP) keretében tenyésztik a faj egyedeit.
Nem tartozik a leggyakrabban tartott madárfajok közé, hazánkban három állatkertben tartják: Budapesten, Debrecenben és Nyíregyházán.